# Mus fernandoni
Mus fernandoni är en däggdjursart som först beskrevs av Phillips 1932.  Mus fernandoni ingår i släktet Mus och familjen råttdjur. IUCN kategoriserar arten globalt som starkt hotad. Inga underarter finns listade i Catalogue of Life.
Arten är bara känd från några mindre områden på Sri Lanka. Den hittades i bergstrakter något högre än 1000 meter över havet. Habitatet varierar mellan fuktiga skogar och torra buskskogar. Mus fernandoni är nattaktiv och går främst på marken.